# Miguel León Portilla
Miguel Luis León Portilla (Ciudad de México, 22 de febrero de 1926-Ciudad de México, 1 de octubre de 2019) fue un historiador, filósofo, escritor, diplomático y académico mexicano, experto reconocido en materia del pensamiento y la literatura de la cultura náhuatl.
Desde 1988, se desempeñó como investigador emérito de la Universidad Nacional Autónoma de México, recibió la Medalla Belisario Domínguez en 1995, y desde el 23 de marzo de 1971 fue miembro del Colegio Nacional, institución para cuyo ingreso presentó la ponencia La historia y los historiadores en el México antiguo, y fue recibido con discurso de Agustín Yáñez.

## Datos biográficos
Fue el hijo mayor del matrimonio de Miguel León Ortiz y Luisa Portilla Nájera, seguido de sus hermanos María Luisa y Jorge. Sus primeros estudios los cursó en el Colegio México de la capital mexicana y los concluyó en la ciudad de Guadalajara. En la Universidad de Loyola, de Los Ángeles, obtuvo un grado en artes en 1951. Cinco años después recibió el doctorado en filosofía en la Facultad de Filosofía y Letras de la Universidad Nacional Autónoma de México, con la tesis La filosofía náhuatl estudiada en sus fuentes, para la que fue asesorado por Ángel María Garibay Kintana.
La Universidad Nacional Autónoma de México publicó el trabajo en 1959 y en años posteriores con ediciones revisadas y ampliadas. Además, se tradujo al francés, ruso, inglés, checo y alemán. El mismo año, publicó por vez primera su obra Visión de los vencidos, en la que organizó textos escritos en náhuatl y traducidos por Garibay, que reflejaban el testimonio desde el punto de vista indígena de la Conquista de México. Involucró textos, que se reunieron, presentaron y anotaron de tenochcas, tlatelolcas, tezcocanos y tlaxcaltecas. La obra se tradujo a quince idiomas y se creó también una versión en braille.
Logró reconocimiento a través de la traducción, interpretación y publicación de varias recopilaciones de obras en náhuatl. Encabezó un movimiento para entender y revaluar la literatura náhuatl, no solo de la era precolombina, sino también la actual, ya que el náhuatl sigue siendo la lengua materna de 1,5 millones de personas. Su trabajo contribuyó a establecer la educación bilingüe rural en México. En 1965, contrajo matrimonio con la lingüista y académica española Ascensión Hernández Triviño, a quien conoció un año antes durante el Congreso Internacional de Americanistas, celebrado en Barcelona y Sevilla.
Contribuyó a descubrir las obras de Fray Bernardino de Sahagún, fuente primaria sobre la civilización azteca, a quien polémicamente declaró primer antropólogo de los nahuas. Sahagún registró el conocimiento de los sabios nahuas (tlamatinimê) en lengua vernácula; a solicitud de las autoridades españolas, escribió en castellano una versión de dicho conocimiento en su Historia general de las cosas de la Nueva España, pero su obra original, el Códice Florentino, nunca se publicó. Antes de León-Portilla, el códice había sido traducido solo una vez (al alemán), e incluso esa versión era incompleta. En noviembre de 1998, la asociación Juchimanes de Plata, A.C., le otorgó el Premio Juchimán de Plata, a través de la Universidad Juárez Autónoma de Tabasco.
Como historiador, brinda una comprensión de la figura de Tlacaélel. Originalmente nombre turbio en algunas crónicas, hoy se ve a Tlacaélel como arquitecto del imperio azteca. Su discípulo más destacado es el mexicano-francés Patrick Johansson K., autor de La palabra de los aztecas.

## Principales campos de investigación
- Culturas prehispánicas del centro de México
- Lengua y literatura náhuatl y contenido de códices indígenas
- Defensa de los derechos indígenas
- Humanismo hispánico en México
- Etnohistoria de Baja California
- Interrelaciones culturales entre el noroeste de México y el suroeste de Estados Unidos

## Cargos académicos
- Profesor en la Facultad de Filosofía y Letras de la Universidad Nacional Autónoma de México (1957 hasta su muerte)
- Miembro de número de la Academia Mexicana de la Lengua, silla VII, ocupante 9° (1962)[10]
- Miembro correspondiente de la Academia Cubana de la Lengua
- Director del Instituto Indigenista Interamericano (1960-1966)
- Director del Instituto de Investigaciones Históricas de la Universidad Nacional Autónoma de México (1966-1976)
- Miembro de la Academia Mexicana de la Historia (sillón 17, 1969)[11]
- Miembro de El Colegio Nacional (desde 1971)[12]
- Miembro de la Junta de Gobierno de la Universidad Nacional Autónoma de México (1976-1986)
- Investigador del Instituto de Investigaciones Históricas de la Universidad Nacional Autónoma de México (1957)
- Investigador emérito de la Universidad Nacional Autónoma de México (1988)
- Editor de Estudios de Cultura Náhuatl (UNAM, 1959). Publicó, hasta su muerte, 41 volúmenes.
- Miembro honorario del Seminario de Cultura Mexicana[13]

## Doctoradoshonoris causa
- Dé Toulouse Le Mirail, Francia, Toulouse, 21 de mayo de 1990
- Doctor honoris causa, Universidad de Colima, 22 de septiembre de 1994.
- Doctor honoris causa, Universidad Mayor de San Andrés, La Paz (Bolivia), Bolivia, 25 de octubre de 1994.
- Doctor honoris causa, Brown University, Providence, Rhode Island, octubre de 1996.
- Doctor honoris causa, Universidad Nacional Autónoma de México, 15 de octubre de 1998.
- Doctor honoris causa, Universidad Carolina de Praga, 27 de mayo de 2000.
- Doctor honoris causa, Universidad Estatal de San Diego, abril de 2002.
- Doctor honoris causa, Universidad Iberoamericana Ciudad de México, México, D. F., 19 de noviembre de 2002.
- Doctor honoris causa, Pontificia Universidad Católica del Perú, Lima, Perú, abril de 2003.
- Doctor honoris causa, Universidad Autónoma del Estado de Hidalgo (UAEH), Pachuca, 21 de noviembre de 2007.
- Doctor honoris causa, Universidad Autónoma Metropolitana (UAM, Ciudad de México, 30 de julio de 2009.[14]
- Doctor honoris causa, Universidad Michoacana de San Nicolás de Hidalgo, Morelia, Michoacán, 26 de octubre de 2009.
- Doctor honoris causa, Universidad Complutense de Madrid, Madrid, España, 29 de enero de 2010.[15]
- Doctor honoris causa, Universidad de Guadalajara, Guadalajara, Jalisco, México, 26 de noviembre de 2010.[16]
- Doctor honoris causa, Universidad de Alcalá, Alcalá de Henares, España, 14 de diciembre de 2010.[17]
- Doctor honoris causa, Universidad Pontificia de México, Ciudad de México, 25 de septiembre de 2014.[18]
- Doctor honoris causa, Universidad Autónoma de Baja California Sur, La Paz, Baja California Sur, 24 de octubre de 2016.
- Doctor honoris causa, Universidad de Sevilla, entregado de forma inédita en la UNAM, Ciudad de México, el 2 de agosto de 2017.[19]

## Premios y homenajes
En virtud de su obra, León-Portilla mereció varios reconocimientos y condecoraciones internacionales, entre ellos:
- Premio Elías Sourasky, por la Secretaría de Educación Pública de México, en 1966.
- Commendatore, por la República Italiana, en 1977.
- Serra Award, por la American Franciscan Academy of History, en 1978.
- Premio Nacional de Ciencias Sociales, Historia y Filosofía, por el gobierno de México, en 1981.[20]
- Premio Alonso de León, por la Sociedad Neolonesa de Historia, en 1982.
- Premio Aztlán, por el gobierno del estado de Nayarit, en 1992.
- Medalla Benito Juárez, por la Sociedad Mexicana de Geografía y Estadística, en 1992.
- Medalla Belisario Domínguez, por el Senado de la República de México, en 1995.[21]
- Gran Cruz de la Orden de Alfonso X el Sabio, por el gobierno de España, en 1999.
- Orden de las Palmas Académicas en grado de comandante, por el gobierno de Francia, en el 2000.
- Premio Internacional Alfonso Reyes, por la Sociedad Alfonsina Internacional, en el 2000.
- Premio Bartolomé de las Casas, por el gobierno de España, en el 2000.
- Premio Internacional Menéndez Pelayo, por la Universidad de Santander, en el 2001.
- Premio Juan de Mairena, por la Universidad de Guadalajara, en el 2010.
- Premio Letras de Sinaloa, por el Gobierno del Estado de Sinaloa, en el 2012.
- Medalla Anáhuac en Humanidades, por la Universidad Anáhuac México Norte, en el 2012.[22]
- Medalla Fray Bernardino de Sahagún, por el Consejo Hidalguense de la Crónica del Hidalgo, en el 2014.[23]
- Medalla Nezahualcóyotl, por la Secretaría de Educación Pública de México, en el 2019.[24]
- Homenaje al "Bibliófilo José Luis Martínez", reconocimiento póstumo por la Universidad de Guadalajara, la Feria Internacional del Libro y el Coloquio Internacional de Bibliotecarios, en el 2019.[25]

## Obras más conocidas
León-Portilla escribió más de un centenar y medio de artículos para diferentes instituciones, y más de cuarenta libros, de entre los cuales destacan los siguientes:
- La filosofía náhuatl estudiada en sus fuentes (1956). Esta obra fue su tesis doctoral y desde entonces se ha editado 10 veces y traducido a diversos idiomas como el inglés, el italiano, el ruso y el alemán. León-Portilla explicaba que, si bien los mexicas no tenían filosofía como tal desde el punto de vista moderno, sus tlamatinimê procuraban entender el mundo, haciendo preguntas e indagando al respecto. León-Portilla declaraba que lo que los europeos entendieron como dioses los aztecas lo percibían como diferentes manifestaciones del dios dual Ometeotl/Omecihuatl (Nuestro señor/Nuestra señora de la dualidad). Esta tesis la amplió en Pensamiento y cultura azteca: estudio de la mente antigua náhuatl.[cita requerida]
- Siete ensayos sobre cultura náhuatl (1958)
- Visión de los vencidos (1959). Su obra más popular y más famosa, hasta el 2008 ha sido editada veintinueve veces y traducida a una docena de idiomas. En este breve libro, León-Portilla reúne varios fragmentos de la visión náhuatl de la conquista española, desde las premoniciones de Moctezuma hasta los Cantos tristes (icnocuicatl) posteriores a la conquista. El 25 de junio del 2009 se celebró el quincuagésimo aniversario de su primera edición, en un evento organizado por Consejo Nacional para la Cultura y las Artes, el Instituto Nacional de Antropología e Historia, la Universidad Nacional Autónoma de México y el Colegio Nacional.[26]
- Los antiguos mexicanos a través de sus crónicas y cantares (1961)
- El reverso de la conquista. Relaciones aztecas, mayas e incas (1964)
- Tiempo y realidad en el pensamiento maya (1968)
- México-Tenochtitlan, su espacio y tiempos sagrados (1979)
- La multilingüe toponimia de México: sus estratos milenarios (1979)
- Hernán Cortés y la Mar del Sur (1985)
- Cartografía y crónicas de la Antigua California (1989)
- Quince poetas del mundo náhuatl (1993)
- La filosofía náhuatl estudiada en sus fuentes (1993)
- Francisco Tenamaztle (1995)
- La flecha en el blanco (1996)
- Bernardino de Sahagún, pionero de la antropología (1999)
- Erótica náhuatl (2019)
- Teatro náhuatl. Prehispánico, colonial y moderno (2019)